# Scapulaseius guizhouensis
Scapulaseius guizhouensis är en spindeldjursart som först beskrevs av Wu och Ou 1999.  Scapulaseius guizhouensis ingår i släktet Scapulaseius och familjen Phytoseiidae. Inga underarter finns listade i Catalogue of Life.